# Raimondo Rupeno
Raimondo Rupeno d'Antiochia, o Raimondo Rupeno di Poitiers (1199 – 1219 o 1221/1222), fu Principe d'Antiochia dal 1216 al 1219/1221 e "Re Giovane" del Regno armeno di Cilicia dal 1199 al 1221/1222.
Era figlio di Raimondo IV di Tripoli (il primogenito di Boemondo III) e di sua moglie Alice d'Armenia (nipote di Leone II e figlia di Ruben III principe d'Armenia e di Isabella di Toron).

## Biografia
Raimondo Rupeno era erede del Principato per diritto di primogenitura in quanto figlio nato postumo di Raimondo d'Antiochia, morto nel 1199. Ad ogni modo il fratello minore di Raimondo IV, Boemondo, già Conte di Tripoli, contestò vigorosamente la successione arrivando ad espellere il suo stesso padre dalla città nel 1199. Contro di lui intervenne Leone II d'Armenia che restaurò sul trono del Principato Boemondo III, ma quando questi morì, nel 1201, sebbene Raimondo Rupeno fosse considerato da molti l'erede di maggior diritto, il giovane Boemondo riuscì a spuntarla e fu riconosciuto Principe di Antiochia come Boemondo IV, così egli governò su Antiochia e Tripoli, anche se i rispettivi sistemi normativi e amministrativi restarono separati.
Tuttavia la disputa non finì, poiché il conflitto continuò anche sotto i loro discendenti e coinvolse nobili di Antiochia, di Tripoli e della Cilicia armena.
Nel 1203 Leone tentò di conquistare Antiochia e mettere Raimondo Rupeno sul trono, ma fu sconfitto dai Cavalieri templari che favorivano Boemondo.
Un tentativo di insediarlo sul trono di Antiochia, organizzato dal Patriarca latino di Antiochia Pietro II d’Angoulême fallì nel 1208.
Leone continuò ad appoggiare Raimondo Rupeno e, il 15 agosto 1211, lo incoronò "Re Giovane" d'Armenia.
Tuttavia gli alleati di Boemondo IV, compresi i Cavalieri templari e l'emiro ayyubide di Aleppo, al-Malik al-Ẓāhir (1193-1216), anticiparono tutti i tentativi di espellere Boemondo dalla cittadella di Antiochia, sebbene Leone entrasse varie volte in città.
Nel 1216, con l'aiuto dei Cavalieri Ospitalieri e del nuovo Patriarca latino di Antiochia Pietro di Lucedio, Leone riuscì infine a conquistare Antiochia e ad insediare Raimondo Rupeno come principe, a seguito di ciò Leone decise che sua figlia Isabella, invece di Raimondo Rupeno, avrebbe ereditato il trono della Cilicia armena, così alla sua morte, il 2 maggio 1219, Isabella divenne regina.
Nel 1219, però, Boemondo recuperò i suoi territori e Raimondo Rupeno, cacciato da Antiochia, andò a contendere la corona del Regno armeno di Cilicia, si impadronì di Tarso ma fu ucciso in battaglia o, secondo alcuni, morì in prigione.

### Matrimonio e discendenza
Nel settembre 1210, o prima del 1210, Raimondo Rupeno sposò Héloise/Helvis di Lusignano,  (c. 1190 – 1216-1219 o c. 1218), Principessa di Cipro,  figlia di Amalrico II di Lusignano e della sua prima moglie; la coppia ebbe due figlie:
- Maria d'Antiochia (1215 - ante 1240), signora di Toron,  che sposò Filippo di Montfort (m. 1270), signore di Castres, Tiro e Toron
- Eschiva d'Antiochia, (1216 - 1262), sposò Aitone, signore di Lampron (1220 - 1250), della famiglia degli Hetumidi.

## Ascendenza
|                                              |                                            |                                            | Genitori                            |  |  | Nonni |  |  | Bisnonni             |  |  | Trisnonni                      |  |
|                                              |                                            |                                            |                                     |  |  |       |  |  | Raimondo d'Aquitania |  |  | Guglielmo IX, duca d'Aquitania |  |
|                                              |                                            |                                            |                                     |  |  |       |  |  | Raimondo d'Aquitania |  |  | Guglielmo IX, duca d'Aquitania |  |
|                                              |                                            | Filippa, contessa di Tolosa                |                                     |  |  |       |  |  | Raimondo d'Aquitania |  |  |                                |  |
| Boemondo III, principe d'Antiochia           |                                            |                                            |                                     |  |  |       |  |  | Raimondo d'Aquitania |  |  |                                |  |
|                                              |                                            | Costanza, principessa d'Antiochia          | Boemondo II, principe d'Antiochia   |  |  |       |  |  |                      |  |  |                                |  |
|                                              |                                            | Costanza, principessa d'Antiochia          | Boemondo II, principe d'Antiochia   |  |  |       |  |  |                      |  |  |                                |  |
|                                              |                                            | Costanza, principessa d'Antiochia          | Alice di Gerusalemme                |  |  |       |  |  |                      |  |  |                                |  |
| Raimondo IV, conte di Tripoli                |                                            | Costanza, principessa d'Antiochia          |                                     |  |  |       |  |  |                      |  |  |                                |  |
|                                              |                                            | …                                          | …                                   |  |  |       |  |  |                      |  |  |                                |  |
|                                              |                                            | …                                          | …                                   |  |  |       |  |  |                      |  |  |                                |  |
|                                              |                                            | …                                          | …                                   |  |  |       |  |  |                      |  |  |                                |  |
| Orgueilleuse d'Harenc                        |                                            | …                                          |                                     |  |  |       |  |  |                      |  |  |                                |  |
|                                              |                                            | …                                          | …                                   |  |  |       |  |  |                      |  |  |                                |  |
|                                              |                                            | …                                          | …                                   |  |  |       |  |  |                      |  |  |                                |  |
|                                              |                                            | …                                          | …                                   |  |  |       |  |  |                      |  |  |                                |  |
| Raimondo Rupeno, principe d'Antiochia        |                                            | …                                          |                                     |  |  |       |  |  |                      |  |  |                                |  |
|                                              | Stefano, maresciallo della Piccola Armenia | Leone I d'Armenia, principe delle Montagne |                                     |  |  |       |  |  |                      |  |  |                                |  |
|                                              | Stefano, maresciallo della Piccola Armenia | Leone I d'Armenia, principe delle Montagne |                                     |  |  |       |  |  |                      |  |  |                                |  |
|                                              | Stefano, maresciallo della Piccola Armenia | Beatrice di Rethel                         |                                     |  |  |       |  |  |                      |  |  |                                |  |
| Ruben III d'Armenia, principe delle Montagne | Stefano, maresciallo della Piccola Armenia |                                            |                                     |  |  |       |  |  |                      |  |  |                                |  |
|                                              |                                            | Rita di Barbaron                           | Smbat, signore di Barbaron          |  |  |       |  |  |                      |  |  |                                |  |
|                                              |                                            | Rita di Barbaron                           | Smbat, signore di Barbaron          |  |  |       |  |  |                      |  |  |                                |  |
|                                              |                                            | Rita di Barbaron                           | …                                   |  |  |       |  |  |                      |  |  |                                |  |
| Alice d'Armenia, signora di Toron            |                                            | Rita di Barbaron                           |                                     |  |  |       |  |  |                      |  |  |                                |  |
|                                              |                                            | Umfredo III, signore di Toron              | Umfredo II, signore di Toron        |  |  |       |  |  |                      |  |  |                                |  |
|                                              |                                            | Umfredo III, signore di Toron              | Umfredo II, signore di Toron        |  |  |       |  |  |                      |  |  |                                |  |
|                                              |                                            | Umfredo III, signore di Toron              | N. Brus, signora di Bāniyās         |  |  |       |  |  |                      |  |  |                                |  |
| Isabella, signora di Toron                   |                                            | Umfredo III, signore di Toron              |                                     |  |  |       |  |  |                      |  |  |                                |  |
|                                              |                                            | Stefania de Milly, dama d'Oltregiordano    | Filippo de Milly, signore di Nablus |  |  |       |  |  |                      |  |  |                                |  |
|                                              |                                            | Stefania de Milly, dama d'Oltregiordano    | Filippo de Milly, signore di Nablus |  |  |       |  |  |                      |  |  |                                |  |
|                                              |                                            | Stefania de Milly, dama d'Oltregiordano    | Isabella, signora d'Oltregiordano   |  |  |       |  |  |                      |  |  |                                |  |
|                                              |                                            | Stefania de Milly, dama d'Oltregiordano    |                                     |  |  |       |  |  |                      |  |  |                                |  |